# 吉田聖弥
吉田 聖弥（よしだ せいや、2002年5月23日 - ）は、佐賀県東松浦郡相知町（現：唐津市）出身のプロ野球選手（投手）。左投左打。中日ドラゴンズ所属。

## 経歴

### プロ入り前
佐賀県唐津市出身。小学3年生のときに相知レインボーで野球を始め、相知中学校時代に投手に転向。
伊万里農林高校では、当時身長170 cm、体重60 kgの細身ながらエースであった。高校3年生の夏の大会は伊万里実業高校、伊万里商業高校との連合チームで登板したが、初戦でコールド負けを喫した。
高校監督の野崎政人の息子である野崎大地が在籍する西濃運輸硬式野球部の練習に参加し、入団。当時1年目で近江高校のエースの林優樹に惹かれ、一緒に野球がしたいと話した。西濃運輸3年目の2023年までは年間を通しての登板はなく、退部を考えていたが、コーチの堀田晃の激励でチームに残ることとなり、練習後に堀田と1対1での練習を毎日1時間行った。同年11月の日本選手権初戦の先発を任されるも、1回1/3で降板となるも、準々決勝のHonda戦では4回1/3を1失点の好投を見せた。4年目の2024年は春の第95回都市対抗予選で4戦で合計27投球回を投げて無失点、32奪三振を記録した。本大会の1回戦、JR東日本戦で7回表に2点を奪われ、なおもピンチの場面となるも続投となり、以降無失点に抑えた。2回戦、北海道ガス戦にも先発し、5回1失点でチームは8回コールド勝ちした。準決勝、JR東日本東北戦においても先発するも、6回1/3を投げ、1本塁打を含む8安打5失点を喫してチームは4-8で敗戦したが、吉田の活躍もあり西濃運輸は都市対抗ベスト4となった。
2024年10月23日に行われたプロ野球ドラフト会議において、中日ドラゴンズから2位指名を受けた。11月14日、契約金7000万円、年俸1200万円で入団に合意（金額は推定）。背番号は憧れの杉内俊哉が着用していた47となった。担当スカウトは清水昭信。

## 選手としての特徴・人物
直球は最高球速152km/h。投球スタイルは自身で「まっすぐとチェンジアップのコンビネーションが僕の生命線」と表現している。特にチェンジアップは、「直球に見える」「腕を振っているのにボールが来ていない」などと評されている。
50m走は6秒8、遠投は115m。
小学2年生のときに祖父と観戦した試合において、同じ左腕の杉内俊哉がかっこいいと感じて憧れを持ち、目指す投手は杉内としている。中日入団時の背番号47も杉内にちなんでいる。
母親が美容師であることもあって特技は散髪。社会人時代はチームメイトの調髪を請け負いバーバー吉田と呼ばれていた。

## 詳細情報

### 記録

#### 初記録
投手記録
- 初登板：2025年8月12日、対読売ジャイアンツ18回戦（東京ドーム）、7回裏に3番手で救援登板、1回1失点（自責点0）[14]

### 背番号
- 47（2025年[9] - ）